# Herminium macrophyllum
Herminium macrophyllum là một loài thực vật có hoa trong họ Lan. Loài này được (D.Don) Dandy mô tả khoa học đầu tiên năm 1932.